# Rzewnia skrzypolistna
Rzewnia skrzypolistna (Casuarina equisetifolia L.) – gatunek drzew z rodziny rzewniowatych Casuarinaceae. Występuje naturalnie w Australii i na wyspach Oceanii oraz w Azji Południowo-Wschodniej. Poza tym rozpowszechniony został w strefie międzyzwrotnikowej w Afryce i na kontynentach amerykańskich. Rośnie na nadmorskich wydmach, nierzadko tworząc jednogatunkowe lasy. Preferuje siedliska bogate w związki wapnia. Stosowany jest do utrwalania wybrzeży, jako osłona przeciwwiatrowa, jako roślina ozdobna na terenach zieleni publicznej. Drewno cenione jest jako opał (łatwo pali się nawet świeże) oraz materiał konstrukcyjny. Kora bogata w taniny stosowana jest do garbowania skór. 

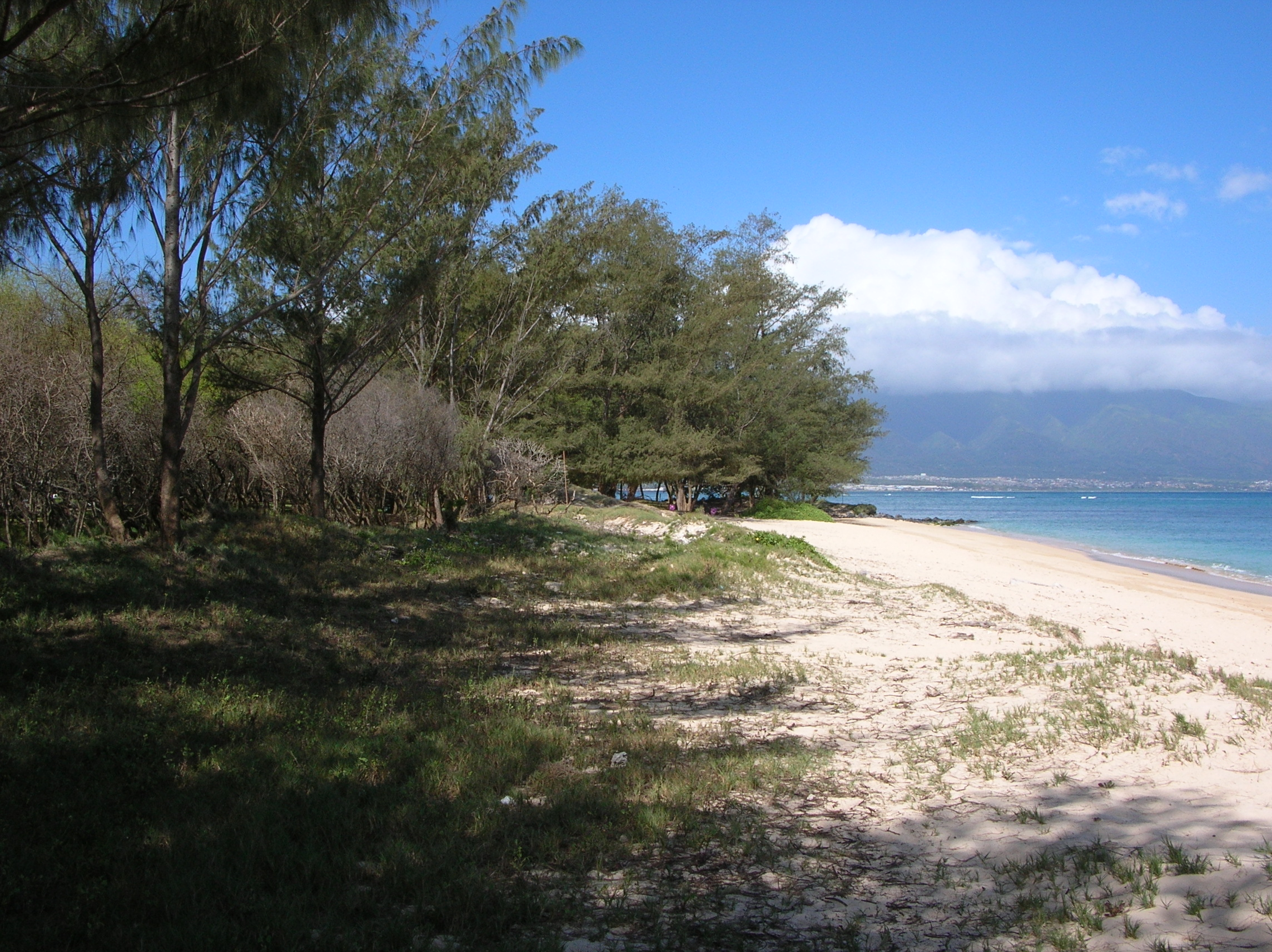
Rzewnia rosnąca na wydmach na Hawajach

## Morfologia
PokrójDrzewo osiągające do 35 m wysokości, choć zazwyczaj niższe, do 15 m. Ma koronę wąską. Pień jest prosty, u dołu osiąga do 70 cm średnicy. Kora barwy czerwonobrązowej. Pędy rózgowate, asymilujące, szarozielone, końcowe zwykle zwisające.
LiścieSilnie zredukowane, łuskowate. Mają kształt lancetowaty do trójkątnego i 1–3 mm długości. Wyrastają w okółkach po 6–8 i są wyprostowane lub przylegają do pędów.
KwiatyDrobne i rozdzielnopłciowe. Kwiaty męskie zebrane są na szczytach wydłużonych pędów na odcinkach od 1 do 4 cm, a żeńskie w główkach na krótkich pędach bocznych. Główki te mają od 1,2 do 2,5 cm średnicy i za młodu są omszone, szarawozielone do żółtawobrązowych, później nagie.
OwoceSkrzydlaki o długości 5–8 mm powstające w szyszkopodobnych owocostanach.

## Zastosowanie

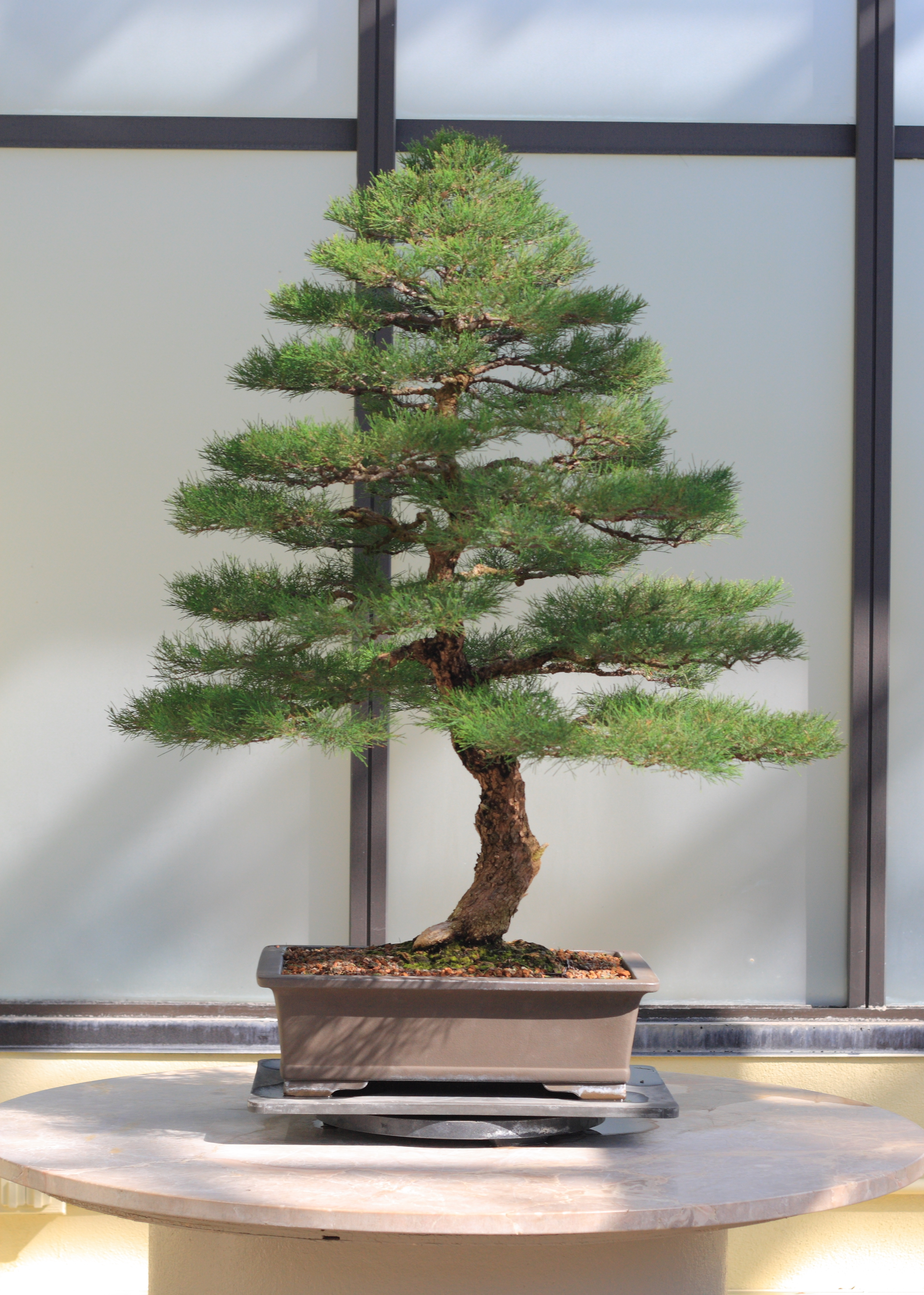
Bonsai

Drzewo cenione ze względu na małe wymagania, odporne na wiatr i zasolenie – stosowane jest jako ochrona przeciwerozyjna do umacniania wybrzeży wydmowych i gruntów w innych miejscach, jako osłona przeciwwiatrowa i zacieniająca plantacje (np. wokół plantacji muszkatołowca korzennego). Często stosowana na terenach zieleni publicznej, tu też nierzadko bywa strzyżona w fantazyjne kształty. Młode okazy wykorzystywane są przez chrześcijan w tropikach jako odpowiednik choinki w czasie obchodów Bożego Narodzenia.
Czerwonobrązowe drewno jest ciężkie, twarde, odporne na żerowanie termitów i wilgoć. Jest cenione jako materiał konstrukcyjny w budownictwie, stosowane na słupy i maszty, do wyrobu trzonków do narzędzi i lasek. 
Ze względu na łatwopalność nawet świeżo po ścięciu uznawane jest za najlepsze drewno opałowe na świecie.
Z powodu zawartości w korze tanin sięgającej 18% jest ona wykorzystywana do garbowania skór. Roślina ma także zastosowanie lecznicze.